# Jiří Kulhánek (spisovatel)
Jiří Kulhánek (* 31. prosince 1967 Brandýs nad Labem) je český spisovatel, autor knih na pomezí science fiction a fantasy.

## Životopis
Narodil se 31. prosince 1967 v Brandýse nad Labem, nyní žije v Praze. V roce 1989 absolvoval SPŠS v Liberci. Od roku 1993 člen SF&F Workshopu. Je patrně nejprodávanějším současným domácím autorem žánru, populárním i mimo okruh pravidelných čtenářů fantastiky a pobírajícím honoráře srovnatelné s úspěšnými autory mainstreamu.
V roce 1996 získal cenu Akademie science fiction, fantasy a hororu pro nadějného nováčka. Mezi fanoušky je už poměrně proslulý tím, že nerad vystupuje na veřejnosti, rozhovory dává jen zřídka a odpovídá stručně. Je svobodný, žije v Praze.

## Styl psaní
Hrdinové jeho knih mají mimořádné až nadlidské schopnosti (např. upíři, kyborgové, speciálně vycvičení bojovníci); obvykle jsou na počátku napadeni a stráví velkou část děje útěkem a skrýváním před masami „normálních“ nepřátel, jejichž nebezpečnost spočívá v kvantitě, ale nakonec triumfují i nad jejich skrytými vůdci, což je několik málo zloduchů ještě supermanštějších než hrdinové.
Další charakteristické znaky Kulhánkova díla jsou spádný děj, černý až cynický humor koncentrovaný ve formě tzv. wisecracků („hlášek“ – knihy jsou vesměs vyprávěny v první osobě). Dalším typickým rysem je "Ten Druhý", jakýsi vnitřní hlas hlavního hrdiny, mající však svou vlastní osobnost. Hrdina si s ním povídá, řeší své problémy a "Ten Druhý" mu pomáhá přežít v nebezpečných situacích. Velmi propracované jsou detailní popisy vyspělé techniky (zejména zbraňové), s jejíž pomocí hrdina řeší různé problémy, a hojná naturalistická, i když odlehčená líčení násilí. Přestože se v jeho knihách vyskytují, ve formě vedlejšího příběhu, romantické zápletky (ve formě: hlavní hrdina - hlavní ženská postava), autor se vyhýbá bližšímu popisu jejich vztahu. A zcela se vyhýbá sexuálním scénám. Kulhánkovi hrdinové představují sice kladnou stranu konfliktu, ale jsou ztělesněním opaku čítankové ušlechtilosti a dopouštějí se i morálně pochybných skutků. Často o sobě pochybují, ale v napjatých situacích se chovají jako kladní hrdinové.
Kulhánkův styl bývá přirovnáván ke Quentinu Tarantinovi. Je často napodobován, ale zpravidla nepříliš zdařile (Martin Moudrý dokonce na internetu publikoval „3. díl“ Cesty krve a po jeho relativním úspěchu u Kulhánkových fanoušků vydal svou první knihu, jež byla recenzována dosti negativně). Doposud největšího čtenářského úspěchu dosáhl Miroslav Žamboch s románem Líheň (2 svazky 2004–5), ovšem zpracovává kulhánkovskou látku svým charakteristickým romantickým způsobem.

## Dílo
- Vládci strachu (1995, 288 stran, ISBN 80-85892-15-4), (dotisk 1. vydání 1998)
- Cesta krve – vydáno ve dvou dílech Část I – Dobrák (1996) a Část II – Cynik (1997); oba získaly cenu Akademie science fiction, fantasy a hororu za nejlepší původní knihu roku. Zcela rozebráno, Kulhánek se knihy de facto zřekl jako nezdařené a odmítá povolit nové vydání (jako následně i u Vládců strachu;[zdroj?]) antikvární výtisky dosahují několikanásobku původní ceny. Kniha obsahuje velké množství velmi brutálních scén, vylíčených do detailů ("... a jeho mozek se rozstříkl po stěně").
- Divocí a zlí – vydáno ve čtyřech dílech po cca 270 s. Čas mrtvých (1999), Hardcore (1999), Temný prorok a Kříže (2000)
- Noční klub – vydán ve dvou dílech 2002–2003. Noční klub byl publikovaný i v anglickém překladu vydavatelstvím Createspace Independent Publishing Platf: The Night Club: Part I. (2007) The Night Club: Part II (2011)
- Stroncium (listopad 2006; 470 s., ISBN 80-85892-85-5) – zprvu anoncováno na červen 2005, zdrženo autorovým tradičním přepisováním v korekturách. Čtenářské přijetí bylo rozpačitější než u předchozích knih.
- Vyhlídka na věčnost (24. říjen 2011)

### Povídky
- Smrt je nejlepší lékař – vydáno v brožuře Zámek naděje (spolu s titulní povídkou Daniela Jermana), Nakladatelství K, Praha 1994, ISBN 80-900248-8-2
- To je přece nesmysl – malonákladová brožura, Nakladatelství K, Praha 1994, ISBN 80-900248-7-4. Obsahuje rané povídky Svůj život, Spojeni v Bohu, „Tak tedy – HEIL HITLER – ty svině!“, Reportáž psaná ve svěrací kazajce a Instant (1. místo Cena Karla Čapka 1994 v kategorii krátká povídka spolu s povídkou Šoulačka. Vydána též v malonákladovém sborníku Kočas 94 – Cesty mlokov, Banská Bystrica a následně Mlok: sbírka vítězných prací Ceny Karla Čapka za rok 1994, Klub Julese Vernea, Praha 1996). Recenze obou titulů
- Je 7:00, pro dnešek nejvyšší čas zabít svého prvního policajta (Ikarie 4/1994) – sdílí reálie s Divocí a zlí, úvod do této ságy
- Soumrak (Ikarie 3/1995) – fantasy
- Koruna věčnosti – povídka o Conanovi; vyšla v časopise Nemesis 2/1996 a fanzinu české Conan Society The Nemedian News 3/2002
- Povídky (Klub Julese Vernea říjen 2007, 80 maloformátových stran 9,5 x 8,5 cm, ISBN 978-80-85892-90-1) – obsahuje Je 7:00, pro dnešek nejvyšší čas zabít svého prvního policajta a povídku Trojúhelník datovanou 1992